# Cicerbita alpina
Cicerbita alpina là một loài thực vật có hoa trong họ Cúc. Loài này được (L.) Wallr. mô tả khoa học đầu tiên năm 1822.